# Norishige Kanai
Norishige Kanai (jap. 金井宣茂 Kanai Norishige; ur. 5 grudnia 1976 r. w Tokio) – japoński astronauta, lekarz.

## Młodość
- 1995 – ukończył Toho High School w Chiba.
- marzec 2002 – ukończył National Defense Medical College.

## Kariera astronauty
- 2009 – został zakwalifikowany do piątej grupy japońskich astronautów.
- lipiec 2011 – został certyfikowanym astronautą Międzynarodowej Stacji Kosmicznej (ISS)[1].
- sierpień 2015 – otrzymał przydział do Ekspedycji 54(inne języki)/55(inne języki) na ISS[1].

Stowarzyszenie Uczestników Lotów Kosmicznych (Association of Space Explorers) przyznało mu Universal Astronaut Insignia za lot orbitalny (nr 553).